# Nguse Amlosom
Nguse Amlosom (ur. 10 listopada 1986 w Asmarze) – erytrejski lekkoatleta specjalizujący się w biegach długodystansowych.
W 2011 zajął 4. miejsce w biegu na 10 000 metrów podczas światowych wojskowych igrzysk sportowych. Piętnasty zawodnik igrzysk olimpijskich w Londynie (2012). Rok później zajął 8. miejsce na mistrzostwach świata w Moskwie. Mistrz Afryki na dystansie 10 000 metrów z Marrakeszu (2014).

## Osiągnięcia
| Rok  | Impreza                                   | Miejsce        | Konkurencja           | Lokata      | Wynik    |
| ---- | ----------------------------------------- | -------------- | --------------------- | ----------- | -------- |
| 2011 | Światowe wojskowe igrzyska sportowe       | Rio de Janeiro | bieg na 10 000 metrów | 4. miejsce  | 29:05,26 |
| 2012 | Mistrzostwa Afryki w biegach przełajowych | Kapsztad       | bieg seniorów         | 19. miejsce | 38:00    |
| 2012 | Igrzyska olimpijskie                      | Londyn         | bieg na 10 000 metrów | 15. miejsce | 27:56,78 |
| 2013 | Mistrzostwa świata w biegach przełajowych | Bydgoszcz      | bieg seniorów         | 61. miejsce | 35:06    |
| 2013 | Mistrzostwa świata w lekkoatletyce        | Moskwa         | bieg na 10 000 metrów | 8. miejsce  | 27:29,21 |
| 2014 | Mistrzostwa świata w półmaratonie         | Kopenhaga      | półmaraton            | 5. miejsce  | 60:00    |
| 2014 | Mistrzostwa Afryki                        | Marrakesz      | bieg na 10 000 metrów | 1. miejsce  | 28:11,07 |
| 2014 | Puchar interkontynentalny                 | Marrakesz      | bieg na 5000 metrów   | 3. miejsce  | 13:31,31 |
| 2015 | Mistrzostwa świata                        | Pekin          | bieg na 10 000 metrów | 13. miejsce | 28:14,72 |
| 2016 | Mistrzostwa świata w półmaratonie         | Cardiff        | półmaraton            | 13. miejsce | 61:54    |
| 2016 | Igrzyska olimpijskie                      | Rio de Janeiro | bieg na 10 000 metrów | 9. miejsce  | 27:30,79 |
| 2017 | Mistrzostwa świata                        | Londyn         | bieg na 10 000 metrów | –           | DNF      |

## Rekordy życiowe
- Bieg na 5000 metrów – 13:30,22 (2015)
- Bieg na 10 000 metrów – 27:28,10 (2012)
- Półmaraton – 59:39 (2014)